# 나가츠키 탓페이
나가츠키 탓페이(長月達平)는 일본의 소설가, 라이트 노벨 작가이다. 소설 투고 사이트 〈소설가가 되자〉에서는 네즈미이로네코(鼠色猫)라는 명의으로 활동하고 있다. 대표작 《Re:제로부터 시작하는 이세계 생활》의 TV 애니메이션화가 결정되어 2016년 4월부터 방영 중이다.

## 작품
- Re:제로부터 시작하는 이세계 생활 (13권 간행, MF문고 J)
  - Re:제로부터 시작하는 이세계 생활 단편집 (2권 간행, MF문고 J)
  - Re:제로부터 시작하는 이세계 생활 Ex (2권 간행, MF문고 J)

## 같이 보기
- 아카츠키 나츠메
- 소설가가 되자